# Bistum Bissau
Das Bistum Bissau (lat.: Dioecesis Bissagensis) ist eine in Guinea-Bissau gelegene römisch-katholische Diözese mit Sitz in Bissau.

## Geschichte

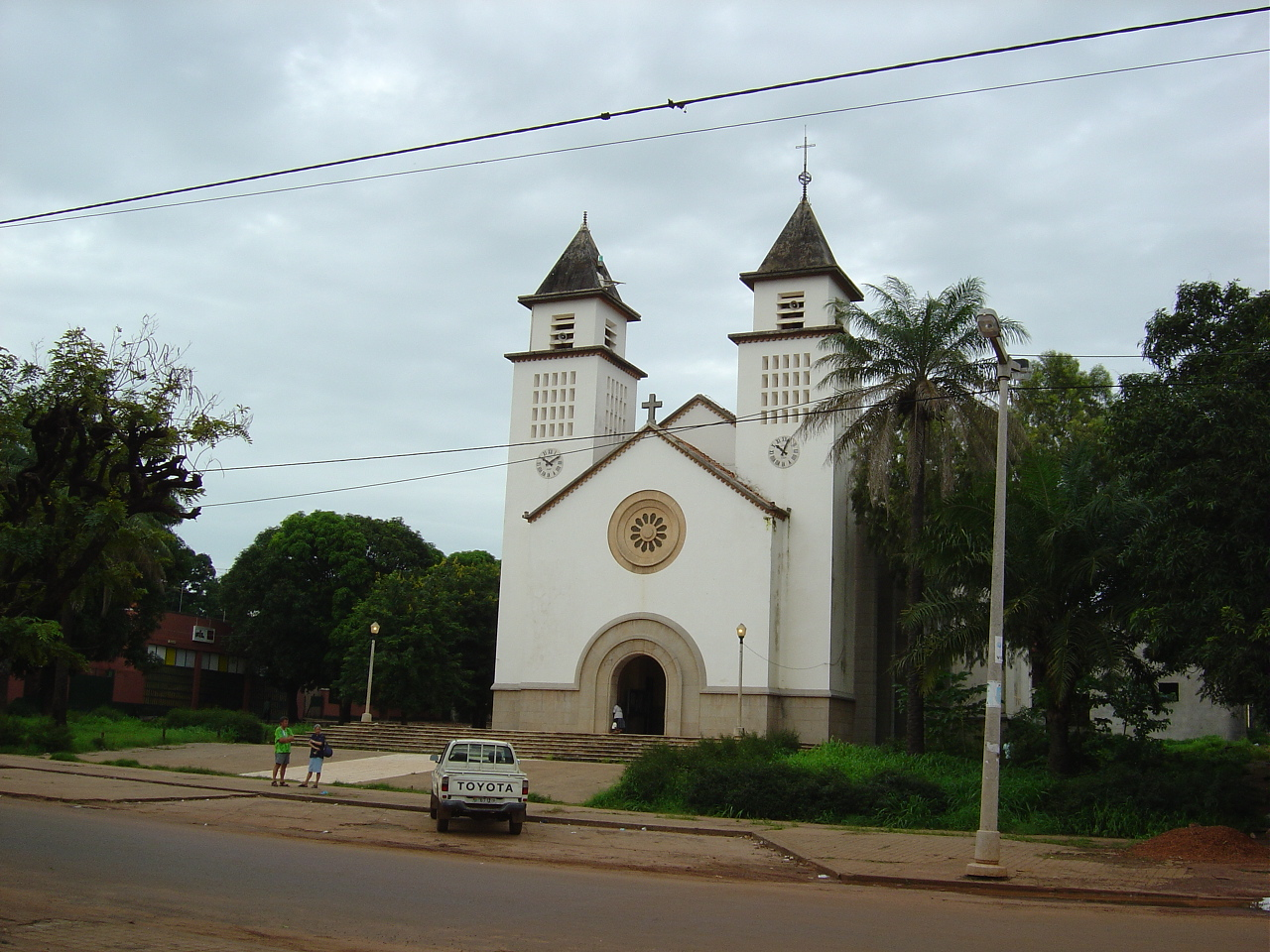
Kathedrale in Bissau

Das Bistum Bissau wurde am 4. September 1940 durch Papst Pius XII. mit der Apostolischen Konstitution Sollemnibus Conventionibus aus Gebietsabtretungen des Bistums Santiago de Cabo Verde als Mission sui juris Portugiesisch-Guinea errichtet. Die Mission sui juris Portugiesisch-Guinea wurde am 29. April 1955 durch Pius XII. zur Apostolischen Präfektur erhoben. Am 1. Januar 1975 wurde die Apostolische Präfektur Portugiesisch-Guinea in Apostolische Präfektur Guinea-Bissau umbenannt.
Die Apostolische Präfektur Guinea-Bissau wurde am 21. März 1977 durch Papst Paul VI. mit der Apostolischen Konstitution Rerum catholicarum zum Bistum erhoben und in Bistum Bissau umbenannt. Am 13. März 2001 gab das Bistum Bissau Teile seines Territoriums zur Gründung des Bistums Bafatá ab.

## Ordinarien

### Mission sui juris Portugiesisch-Guinea
- Giuseppe Ribeiro de Magalhaes OFM, 1941–1953
- Martinho da Silva Carvalhosa OFM, 1953–1955

### Apostolische Präfekten von Portugiesisch-Guinea
- Martinho da Silva Carvalhosa OFM, 1955–1963
- João Ferreira OFM, 1963–1965
- Amândio Domingues Neto OFM, 1966–1975

### Apostolische Präfekten von Guinea-Bissau
- Amândio Domingues Neto OFM, 1975–1977

### Bischöfe von Bissau
- Settimio Arturo Ferrazzetta OFM, 1977–1999
- José Câmnate na Bissign, 1999–2020
- José Lampra Cà, seit 2021